# ウェワク
ウェワク（英: Wewak）は、パプアニューギニア北部のモマセ地方西部の東セピック州の州都。
ニューギニア島の北岸に位置している。

## 概要
2011年の人口は3万7825人。
ウェワクは、マダンとジャヤプラの間では最大の町である。
古い町の中心は小さな半島に位置している。
残りの町は、海岸と山地との間の狭い帯状の平地に広がっている。
町の中心の東には小さな半島があり、そこにボラム病院とウェワク国際空港がある。
セピック川沿いの3つの村と道路で結ばれている。
しかし、道路の状態はよくない。
また、海岸沿いの道路が西に伸びていて、アイタペやサンダウン州州都のヴァニモと結ばれている。

## 第二次世界大戦
太平洋戦争中の1943年から1945年まで、日本軍のニューギニア島最大の航空基地であった。
基地は、オーストラリア軍やアメリカ軍機によってたびたび爆撃を受けた。
町の中心部のすぐ西にはウォム岬（Cape Wom）と呼ばれる半島があり、そこはニューギニアの日本軍が降伏した場所である。
現在、そこには小さな記念碑がある。
1969年10月、日本政府の第二回東部ニューギニア遺骨収集団がラエとともにウェワクを訪問。遺骨収集が行われた。